# HIP 99770 b
HIP 99770 b – planeta pozasłoneczna typu super-Jowisz krążąca wokół HIP 99770 (29 Cygni), gwiazdy typu A. Jest to pierwszy przypadek odkrycia planety pozasłonecznej przy użyciu połączenia metody bezpośredniego obrazowania o wysokim kontraście z metodami precyzyjnej astrometrii i zarazem pierwsza planeta odkryta za pomocą astrometrii w misji Gaia/Hipparcos.

## Odkrycie
HIP 99770 b została odkryta przez zespół kierowany przez Thayne Currie, Mirka Brandta i Tima Brandta za pomocą Teleskopu Subaru na Mauna Kea. Dane Subaru wykorzystały system optyki adaptatywnej SCExAO do skorygowania turbulencji atmosferycznych oraz spektrograf  CHARIS do obserwacji planety w 22 różnych pasmach przepuszczania fali w bliskiej podczerwieni od 1,1 mikrona do 2,4 mikrona. Została również zaobserwowana na dłuższych falach za pomocą kamery NIRC2 w Obserwatorium Kecka.

## Atmosfera
Mając typ widmowy L7.5–L9, HIP 99770 b znajduje się w obszarze granicznym L/T dla obiektów podgwiazdowych, przejściu od zachmurzonych atmosfer bez absorpcji metanu do czystych atmosfer z absorpcją metanu. Modelowanie atmosferyczne faworyzuje efektywną temperaturę 1400 K i promień podobny do Jowisza. Planeta ma prawdopodobnie pośrednie zachmurzenie pomiędzy starszymi, masywniejszymi brązowymi karłami a młodymi egzoplanetami przejściowymi L/T, takimi jak HR 8799 d.

## Orbita i masa
Łączne modelowanie astrometrii względnej HIP 99770 b z astrometrią absolutną mierzoną przez Gaię i Hipparcosa daje dokładne oszacowanie orbity i masy. HIP 99770 b leży około 16,9 au od swojej gwiazdy macierzystej, która jest znacznie jaśniejsza niż Słońce: HIP 99770 b otrzymuje mniej więcej tyle światła, ile Jowisz otrzymuje od Słońca. HIP 99770 b to superjowiszowa planeta o masie około 16,1 razy większej od Jowisza. Stosunek mas (masa podzielona przez masę gwiazdy macierzystej) jest porównywalny do wielu planet wykrywanych metodami takimi jak prędkość radialna i tranzyty i jest podobny do HR 8799 d.